# Bröderna Surf
Bröderna Surf var en pejorativ benämning på en trojka bestående av journalisterna Allan Larsson, Sam Nilsson och Ivar Peterson, vilka 1969 tillsattes av Olof Rydbeck med syfte att uppnå objektivitet och neutralitet inom Sveriges Radios politiska nyhetsstoff.
De tre kom även att kallas "politruker" och deras förmåga till objektivitet ifrågasattes, då de ansågs ha anställts på politiska grunder eftersom Larsson var socialdemokrat, Nilsson högerman och Peterson ansågs företräda den politiska mitten. Namnet Bröderna Surf var inspirerat av en reklamkampanj för tvättmedlet Surf, vilket uppgavs innehålla olikfärgade kraftkorn för att förbättra tvättresultatet. De blev också besjungna av musikgruppen Gunder Hägg (sedermera Blå Tåget) i den av Mats G. Bengtsson skrivna låten Bröderna Surf (1970).